# Насипен товар
Насипният товар е товар от стоки, които се транспортират с транспортни средства, в големи количества и когато не са опаковани. Товарът се разтоварва или се разсипва в транспортното средство (обикновено бълкер), като се използва лопата или тръба, когато е в течно или твърдо състояние. Сред транспортните средства, които превозват насипни товари, са: кораби за насипни товари, железопътни вагони или камиони. Насипните стоки се класифицират като сухи или течни стоки.